# Keith (Schottland)
Keith, schottisch-gälisch: Baile Chè oder Baile Cheith ist eine Kleinstadt in der schottischen Council Area Moray am Ufer des Flusses Isla, einem Zufluss des Deveron. Sie liegt direkt an der A96, die Aberdeen mit Inverness verbindet. Keith ist mit einem eigenen Bahnhof an das Schienennetz angeschlossen. Im Jahre 2011 wurden 4734 Einwohner verzeichnet.
Keith liegt in der bedeutenden Whiskyregion Speyside und ist derzeit Standort von vier aktiven Whiskybrennereien: Aultmore, Strathisla, Strathmill. und Glen Keith. Mit Glentauchers findet sich eine weitere Destillerie im weniger als zehn Kilometer entfernten Mulben.
Von Ostern bis Ende September verkehrt an den Wochenenden zwischen Dufftown und Keith die Keith and Dufftown Railway, eine Museumseisenbahn.

## Geschichte
Die Kirche von Keith wurde im 6. Jahrhundert von St. Maolrubha begründet, auch die heutige Kirche ist ihm geweiht (latenisierte Namensform Rufus). Archäologische Funde fehlen, der alte Friedhof ist aber erhalten, obwohl die Kirche im 19. Jahrhundert verlegt wurde. Kethmalruff, der alte Name von Keith, deutet ebenfalls auf eine Weihung an St. Maolrubha.

## Persönlichkeiten
- Brian Adam (1948–2013), Biochemiker und Politiker
- James Gordon Bennett senior (1795–1872), Gründer des New York Herald
- Colin Hendry (* 1965), ehemaliger schottischer Fußballspieler
- Irvine Laidlaw, Baron Laidlaw (* 1943), Geschäftsmann und Politiker

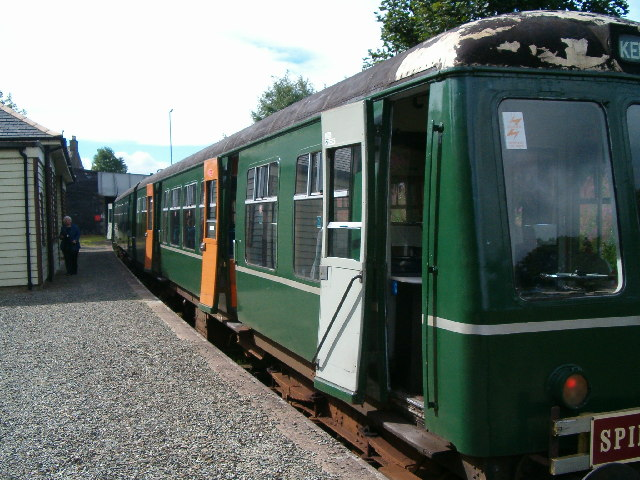
Keith Town, Bahnhof der Keith and Dufftown Railway
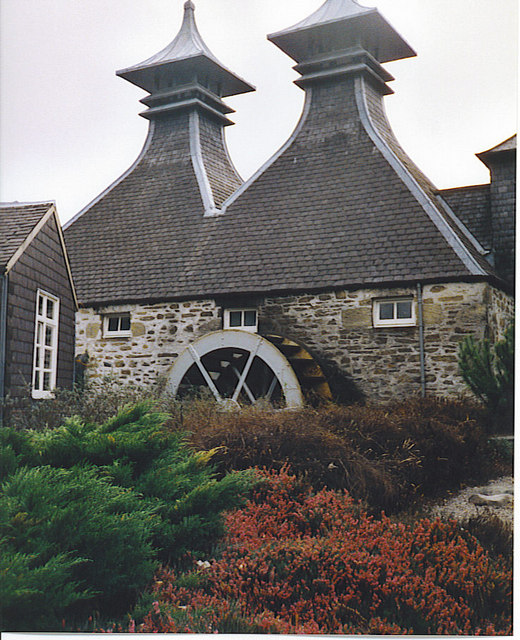
Strathisla-Whiskybrennerei
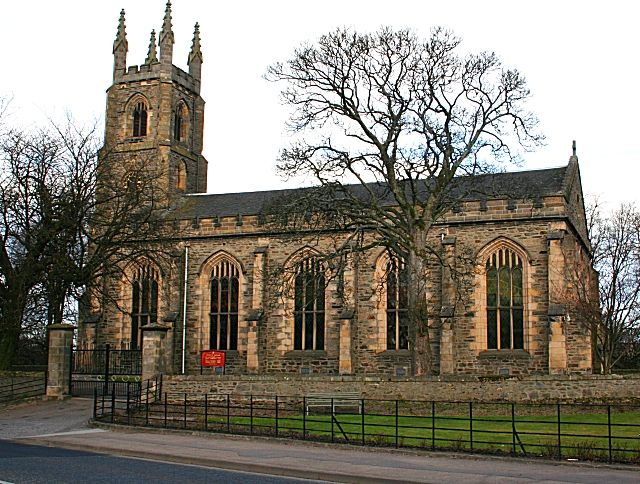
St. Rufus Kirche